# Крајпуташ Милоју Ђорђевићу у Давидовици
Крајпуташ Милоју Ђорђевићу у Давидовици (Општина Горњи Милановац) налази се на путу Шилопај-Давидовица. Крајпуташ је подигнут Милоју Ђорђевићу из Давидовице који је изгубио живот у Јаворском рату.

## Опис споменика
На предњој страни приказан је војник у ставу мирно. Око главе, у форми ореола, исписано је име МИЛОЈЕ ЂОРЂЕВИЋ. На јужној страни споменика уклесана је пушка са бајонетом, а на полеђини декоративни тролисни крст испод кога је почетак епитафа. На северном боку је уклесан је удвојени крст, испод кога је наставак текста у 11 нечитких редова.
Споменик је исклесан је од крупнозрног бранетићског пешчара, димензија 150х40х24 cm. По карактеристичном правоугаоном испупчењу на темену стуба може се претпоставити да је некада имао покривку у облику „капе”.
Крајпуташ је оштећен у великој мери и прекривен лишајевима, тако да су поједини урези готово нераспознатљиви.

## Епитаф
Непотпун текст гласи:
СПОМЕН
ВОЈНИКУ
I КЛАСЕ
МИЛОЈА ЂОР
ЂЕВИЋА ИЗ ДА
ВИДОВИЦЕ
КОЈИ ПОЖИВИ
... ГА ПОГИ
БЕ ........
(даље нечитко)